# Opération Süd-Kroatien I
Seconde Guerre mondiale
Batailles
- Invasion de l'Albanie
- Guerre italo-grecque
- Invasion de la Yougoslavie
- Opération Châtiment
- Bataille de Grèce
- Opération Abstention
- Bataille de Crète
- Campagne de la mer Noire

L'opération Süd-Kroatien I est une opération anti-partisans en Croatie qui eut lieu du 15 au 23 janvier 1942. Elle sera poursuivie par l'opération Süd-Kroatien II. Elle est considérée comme la seconde grande offensive anti-Partisans.

## But de l'opération
La destruction des unités partisanes de la région montagneuse de Romanija aux alentours de Sarajevo, Višegrad, Zvornik, Tuzla et Vareš en Bosnie-Herzégovine.
| \| Sarajevo Tuzla Višegrad Zvornik Vareš Monts Romanija \| |
| Sarajevo Tuzla Višegrad Zvornik Vareš Monts Romanija       |

## Forces en présence
Forces de l'Axe
 Reich allemand
- 342e division d'infanterie (En totalité)
- 714e division d'infanterie (Quelques éléments)
- 718e division d'infanterie (En totalité)
- Panzer-Regiment 202 (1 compagnie de 19 chars)[1]

 Royaume d'Italie
- 1re division alpine "Taurinense" (it) (3e régiment alpini (it))

 État indépendant de Croatie
- 3e régiment d'infanterie (2 bataillons)
- 8e régiment d'infanterie (1 bataillon et 1 compagnie)
- 13e régiment d'infanterie (2 bataillons)
- 15e régiment d'infanterie (2 bataillons et 1 compagnie)
- 1 compagnie du génie
- 6e groupe d'artillerie
- 7e groupe d'artillerie
- 9e groupe d'artillerie (1 batterie)
- 11e groupe d'artillerie (1 batterie)
- 1 batterie d'artillerie de montagne des troupes de frontières

 Milices croates
- Miliciens de la Légion Noire (oustachis) (3 bataillons)
- Miliciens musulmans Hadžiefendić (hr) (1 bataillon)

Résistance
 Partisans
- 1re brigade prolétarienne (NOU)[2]
- Détachement des partisans Romanija (NOP)
- Détachement des partisans Birčanski[3] (NOP)
- Détachement des partisans Zvijezda (NOP)
- Quelques unités Tchetniks

## L'opération
La 718e division d'infanterie et les unités croates qui lui étaient rattachées se sont déployées dans les alentours de Sarajevo et dans la région de Tuzla avec pour instructions d'avancer en direction de la 342e division d'infanterie et des autres unités allemandes et croates qui sont positionnées le long de la rivière Drina entre Zvornik et Višegrad.
Le but de la manœuvre était d'encercler et détruire les partisans dans un mouvement de tenailles géant.
Durant 9 jours, les forces de l'Axe ont progressé l'une vers l'autre, dans une zone montagneuse avec énormément de neige mais avec une résistance ennemie faible.

## Bilan
La zone est libérée  et la plupart des villes occupées par les partisans sont reprises par les forces de l'Axe. 
Toutefois les troupes de Tito évitent un engagement frontal et réussissent à se glisser à travers les mailles du filet. Une partie des partisans se retrouvant isolés dans l'Est des montagnes d'Ozren les troupes de l'Axe lancent l'opération Süd-Kroatien II.
Lors de cette opération, les combattants ont perdu relativement peu de morts et blessés au cours des combats, mais énormément de soldats ont eu les pieds gelés.